# (1000) Piazzia
(1000) Piazzia est un astéroïde évoluant dans la ceinture principale, découvert le 12 août 1923 par l'astronome allemand Karl Wilhelm Reinmuth depuis l'observatoire du Königstuhl.
Il est nommé en l'honneur de l'astronome italien Giuseppe Piazzi, qui a découvert le premier astéroïde, Cérès.

## Caractéristiques
Sa distance minimale d'intersection de l'orbite terrestre est de 1,445240 ua.